# 中间锦鸡儿
中间锦鸡儿（学名：Caragana liouana）是一种豆科锦鸡儿属植物。这种植物于内蒙古的锡林郭勒盟西部、乌兰察布盟北部、巴彦淖尔盟、阿拉善盟、伊克昭盟和宁夏及与其邻近的黄土高原地区均有野生种分布。